# Nemir Kirdar
Nemir Amin Kirdar (Kirkuk, 28 ottobre 1936 – Cap d'Antibes, 8 giugno 2020) è stato un banchiere e imprenditore iracheno-turkmeno con nazionalità britannica, miliardario, considerato il padre del private equity nel Golfo Persico e fondatore del gruppo di investimento Investcorp che opera a Manama, New York, Londra, Abu Dhabi, Riyad, Doha e Singapore. È stato il CEO del gruppo per trent'anni, sino al 2015, diventando poi presidente fino al momento del pensionamento nel 2017.

## Biografia
Kirdar è nato nell'ottobre 1936 a Kirkuk, in Iraq, dall'influente famiglia turkmena Kirdar che aveva molto peso nella politica del tardo impero ottomano e dell'Iraq tra le due guerre. Ha frequentato la Saadoun School di Baghdad, quindi ha completato l'istruzione secondaria al Baghdad College gestito dai gesuiti e poi al Robert College di Istanbul, studiando inizialmente ingegneria per passare in seguito all'economia e alle arti liberali. Immaginava di intraprendere una carriera politica nel suo nativo Iraq, ma dopo un colpo di stato militare che rovesciò la monarchia irachena nel 1958, Kirdar lasciò l'Iraq per andare negli Stati Uniti dove vivevano i suoi cugini. Avendo completato solo tre anni su quattro al Robert College, dovette trovare una nuova università che lo accettasse all'ultimo anno per una laurea in economia.

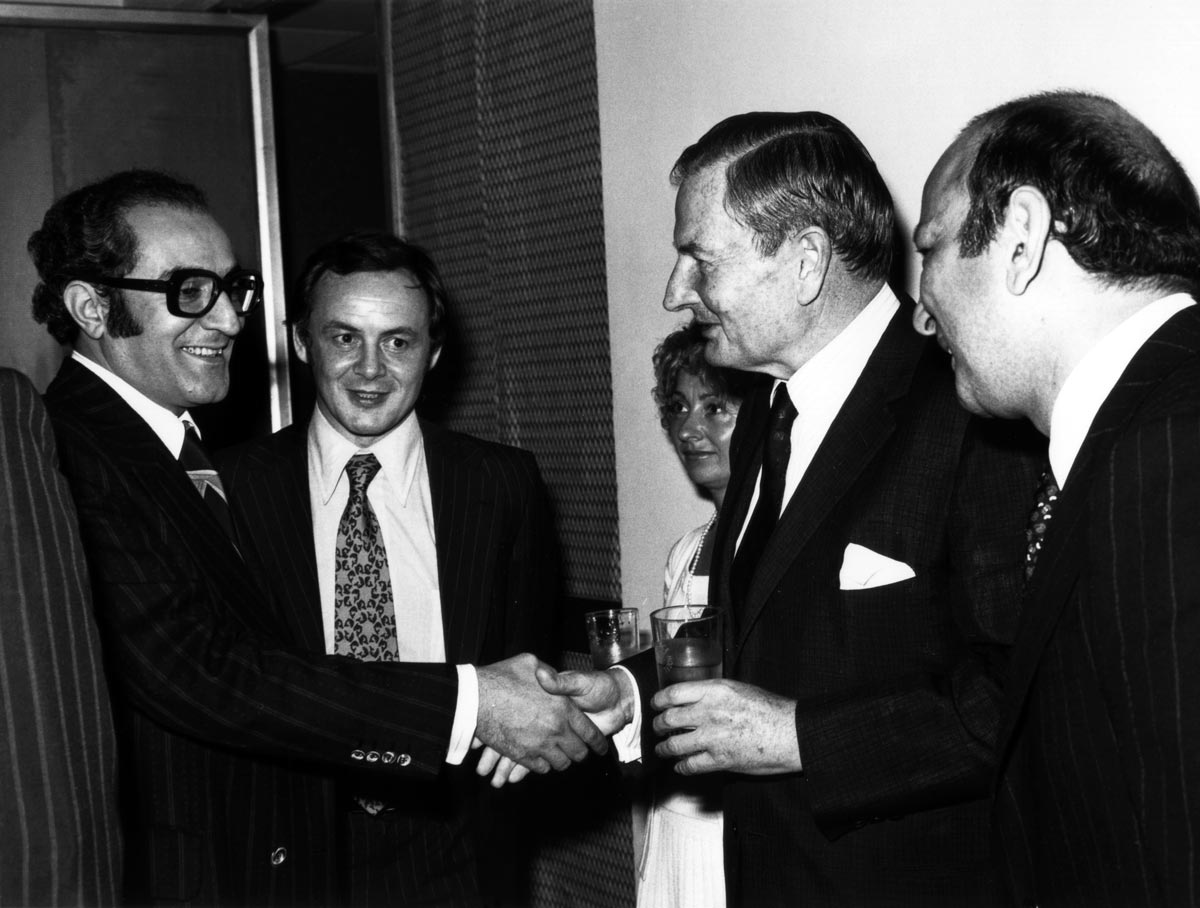
Nemir Kirdar incontra David Rockefeller durante una visita nel Bahrain e Abu Dhabi nel 1976

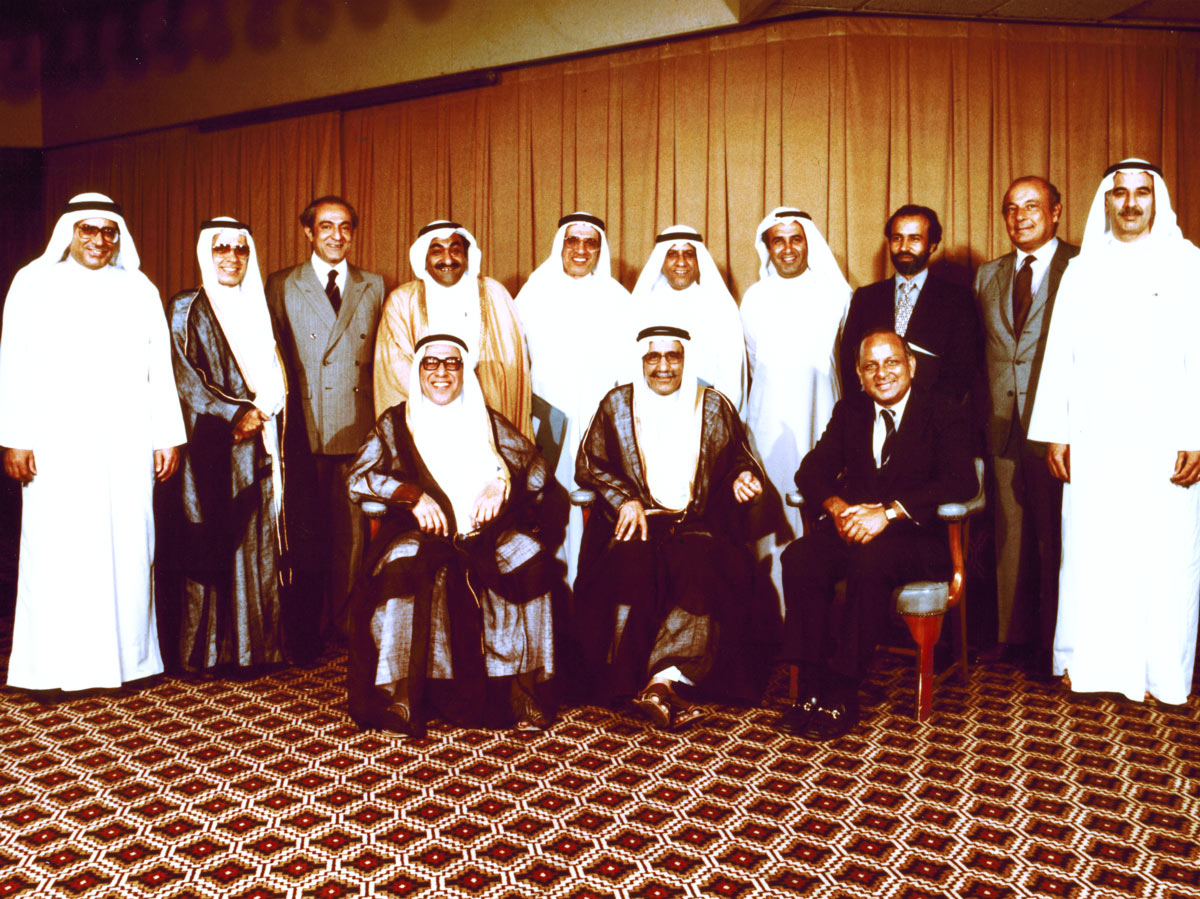
Kirdar con il primo board dei direttori di Investcorp nel 1982, poco dopo aver fondato l'azienda

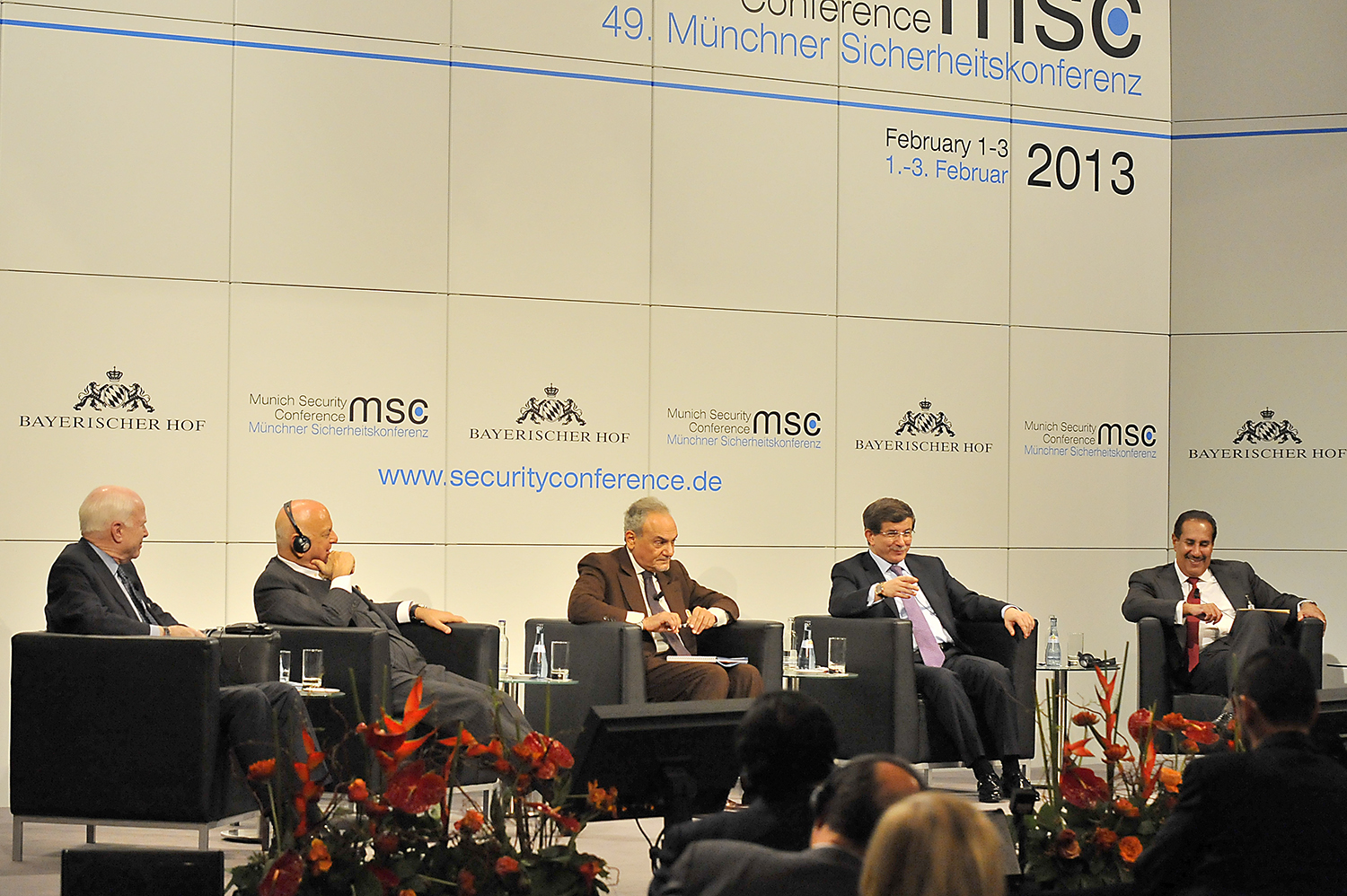
Kirdar alla 49ª Conferenza sulla Sicurezza a Monaco nel 2013

## Carriera

### Nel settore bancario
Kirdar si è laureato nel 1960 in economia all'Università del Pacifico, in California. Si è poi trasferito a Phoenix, in Arizona, dove ha iniziato la carriera nel mondo finanziario come cassiere per la First National Bank of Arizona. Due anni dopo è tornato in Iraq, dove ha avviato e venduto diverse attività. Nel 1969, è stato ingiustamente incarcerato per un malinteso sul suo coinvolgimento con una compagnia americana che rappresentava, e ha lasciato l'Iraq in modo permanente, tornando negli Stati Uniti. Dopo essersi stabilito a New York, Kirdar è tornato nel settore bancario e ha conseguito un MBA presso la scuola serale della Fordham University. Ha poi lavorato nel sud-est asiatico e in Giappone per Allied Bank International. Nel 1974 è entrato a far parte della Chase Manhattan Bank a New York come vicepresidente. Tra il 1976 e il 1981, Kirdar ha lavorato in Medio Oriente, supervisionando e dirigendo la rete bancaria di Chase nella regione.

### Investcorp
Avendo lavorato in Medio Oriente e vedendo il potenziale di crescita nell'area, nel 1982 ha fondato Investcorp, una società specializzata in investimenti alternativi globali tra cui private equity, hedge fund, immobili, investimenti tecnologici e crescita del capitale. L'azienda ha collegato gli investitori del Golfo alle opportunità di investimento in Occidente. Tra le acquisizioni: Gucci, Tiffany & Co. e Saks Fifth Avenue, il gioielliere francese Chaumet, l'orologiaio svizzero Ebel, il gelato USA Carvel, i grandi magazzini Peebles, i minimarket Circle K. Ed è diventato ricco. Si stimava che Kirdar avesse un patrimonio netto di oltre 1 miliardo di dollari. Si è inoltre classificato 206° nella British Rich List del 2005 e 26° nella lista degli arabi più influenti del mondo del 2009. Alla fine del 2019 Investcorp gestiva 31 miliardi di dollari di asset.

### La morte
È morto all'età di 83 anni nel 2020.

## Vita privata
Kirdar era sposato dal 1967 con Nada Adnan Shakin. Due le figlie: Rena Kirdar Sindo e Serra Kirdar.

## Nei film
Youssef Kerkour ha impersonato Kirdar nel 2021 nel film House of Gucci.

## Premi accademici
Kirdar ha ricevuto lauree honoris causa dalla Fordham University di New York, dalla Georgetown University di Washington DC; l'Università del Pacifico, in California e la The American International University di Londra.
Kirdar era un membro onorario del St Antony's College di Oxford; membro del Comitato per gli investimenti delle Nazioni Unite, New York; membro del consiglio della Fondazion Brookings Institution, Washington DC; membro del consiglio della Fondazione Eisenhower Exchange Fellowship, Philadelphia, Pennsylvania; membro del comitato consultivo della School of International & Public Affairs, Columbia University, New York; membro fondatore dell'International Business Council, World Economic Forum di Ginevra; membro del panel di consulenti senior di Chatham House, Regno Unito; membro del consiglio internazionale del Belfer Center for Science and International Affairs, John F. Kennedy School of Government, Harvard University; membro del Council for Arab & International Relations, Kuwait; membro del consiglio della Fondazione Silatech, Doha, Qatar.

## Opere
- Saving Iraq (2009)
- In Pursuit of Fulfilment (2012)
- Need, Respect, Trust: The Memoir of a Vision (2013)